# Остров надежды (фильм, 2002)
«Остров надежды» (англ. Stranded) — приключенческая драма по роману Йохана Дэвида Уисса «Швейцарская семья Робинзонов».

## Сюжет
Дэвид Робинзон — глава большого семейства, обвинённый в преступлениях против короны, приговорён к каторге. Его жена и дети решают отправиться с ним к месту отбывания наказания, но корабль со всей семьёй терпит крушение. Робинзоны попадают на необитаемый островок, где им придётся научиться выживать и приспособиться к новой жизни. Но через несколько лет на острове обнаруживается молчаливый абориген, а на горизонте появляется корабль с пиратами. Робинзонов вновь окружает опасность.

## В ролях
- Лиам Каннингем — Дэвид Робинзон
- Брана Байич — Лара Робинзон
- Роджер Аллам — Томас Блант
- Джесси Спенсер — Фриц Робинзон
- Нил Ньюбон — Эрнст Робинзон
- Эндрю Ли Поттс — Джейкоб Робинзон
- Чарли Лукас — маленький Джейкоб
- Дженна Харрисон — Эмили Монтроз
- Эмма Пирсон — Сара Робинзон
- Бонни Райт — маленькая Сара
- Руперт Холлидэй-Эванс — Робертс
- Фрэнсис Маджи
- Джордж Костиган
- Дэвид Йелленд — капитан Монтроз

Место съёмок: Провинция Краби, Таиланд